# Grossos
Grossos is een gemeente in de Braziliaanse deelstaat Rio Grande do Norte. De gemeente telt 9.886 inwoners (schatting 2009).